# Championnat des Pays-Bas féminin de football 2021-2022
Navigation
Édition précédente Édition suivante
Le championnat des Pays-Bas de football féminin 2021-2022 est la quinzième saison du championnat des Pays-Bas de football féminin. Le FC Twente défend son titre. Le Feyenoord Rotterdam rejoint la compétition et porte le nombre d'équipes à 9. Les deux premières du championnats sont qualifiées en Ligue des champions féminine de l'UEFA 2022-2023.

## Participants
| Club                | Ville      | Province                | Nb de titres                                 |
| ------------------- | ---------- | ----------------------- | -------------------------------------------- |
| FC Twente           | Enschede   | Overijssel              | 7 (2011, 2013, 2014, 2015, 2016, 2019, 2021) |
| PSV Eindhoven       | Eindhoven  | Brabant-Septentrional   | 0                                            |
| Ajax Amsterdam      | Amsterdam  | Hollande-Septentrionale | 2 (2017, 2018)                               |
| ADO La Haye         | La Haye    | Hollande-Méridionale    | 1 (2012)                                     |
| SC Heerenveen       | Heerenveen | Frise                   | 0                                            |
| PEC Zwolle          | Zwolle     | Overijssel              | 0                                            |
| Excelsior           | Rotterdam  | Hollande-Méridionale    | 0                                            |
| VV Alkmaar          | Alkmaar    | Hollande-Septentrionale | 0                                            |
| Feyenoord Rotterdam | Rotterdam  | Hollande-Méridionale    | 0                                            |

## Format
| \| ADO Ajax Heerenveen Zwolle PSV Twente VV Alkmaar Excelsior Feyenoord \| Localisation des clubs engagés dans le championnat. |
| ADO Ajax Heerenveen Zwolle PSV Twente VV Alkmaar Excelsior Feyenoord                                                           |

La compétition se déroule sous un nouveau format. Les équipes se rencontrent trois fois dans une poule unique. La championne et la vice-championne sont qualifiées pour la Ligue des champions féminine de l'UEFA. Il n'y a pas de relégation dans une division inférieure au terme de la saison.

## Saison régulière
| Rang | Équipe                | Pts | J  | G  | N | P  | Bp | Bc | Diff |
| ---- | --------------------- | --- | -- | -- | - | -- | -- | -- | ---- |
| 1    | FC Twente T           | 60  | 24 | 19 | 3 | 2  | 95 | 26 | +69  |
| 2    | Ajax AmsterdamC       | 54  | 24 | 17 | 3 | 4  | 70 | 22 | +48  |
| 3    | PSV Eindhoven         | 43  | 24 | 13 | 4 | 7  | 35 | 29 | +6   |
| 4    | ADO La Haye           | 39  | 24 | 11 | 6 | 7  | 49 | 32 | +17  |
| 5    | Feyenoord Rotterdam N | 35  | 24 | 10 | 5 | 9  | 32 | 40 | -8   |
| 6    | PEC Zwolle            | 28  | 24 | 8  | 4 | 12 | 33 | 46 | -13  |
| 7    | SC Heerenveen         | 18  | 24 | 4  | 6 | 14 | 21 | 46 | -25  |
| 8    | VV Alkmaar            | 17  | 24 | 5  | 2 | 17 | 29 | 68 | -39  |
| 9    | Excelsior             | 11  | 24 | 2  | 5 | 17 | 28 | 83 | -55  |

Légende
- Qualification pour la Ligue des champions

Abréviations
- T : Tenant du titre
- N : Nouveau club
- C : Coupe des Pays-bas

## Statistiques
Source.

### Meilleures  buteuses
| Rg | Joueuse                  | Club           | Buts |
| -- | ------------------------ | -------------- | ---- |
| 1. | Fenna Kalma              | FC Twente      | 33   |
| 2. | Romée Leuchter           | Ajax Amsterdam | 25   |
| 3. | Renate Jansen            | FC Twente      | 17   |
| 4. | Kayleigh van Dooren (nl) | FC Twente      | 13   |
| 5. | Jaimy Ravensbergen (en)  | ADO La Haye    | 11   |
| 6. | Chasity Grant            | Ajax Amsterdam | 10   |
| 6. | Sanne Koopman (nl)       | VV Alkmaar     | 10   |
| 6. | Desiree van Lunteren     | PSV Eindhoven  | 10   |
| 9. | Liz Rijsbergen (en)      | SC Heerenveen  | 8    |
| 9. | Nikita Tromp (nl)        | Ajax Amsterdam | 8    |

### Meilleures passeuses
| Rg  | Joueuse                  | Club           | Buts |
| --- | ------------------------ | -------------- | ---- |
| 1.  | Renate Jansen            | FC Twente      | 12   |
| 2.  | Kayleigh van Dooren (nl) | FC Twente      | 11   |
| 3.  | Marisa Olislagers (nl)   | FC Twente      | 10   |
| 4.  | Liz Rijsbergen (en)      | ADO La Haye    | 9    |
| 5.  | Fenna Kalma              | FC Twente      | 8    |
| 5.  | Victoria Pelova          | Ajax Amsterdam | 8    |
| 5.  | Alieke Tuin (nl)         | VV Alkmaar     | 8    |
| 8.  | Sabrine Ellouzi (en)     | Excelsior      | 7    |
| 8.  | Chasity Grant            | Ajax Amsterdam | 7    |
| 10. | Sherida Spitse           | Ajax Amsterdam | 6    |